# 470er Jolle

470er Seitenriss

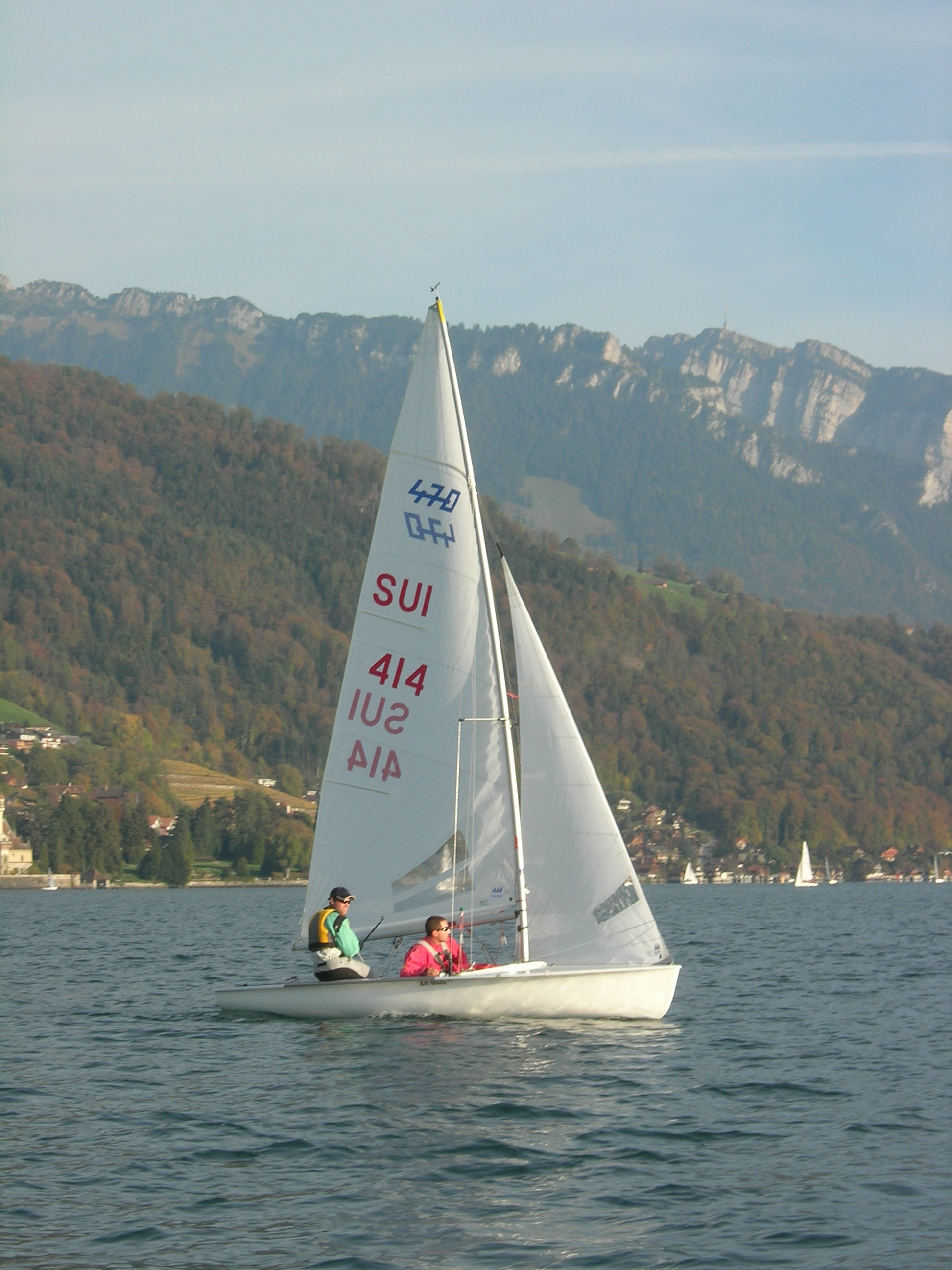
470er

Der 470er ist eine olympische Zweimann-Rennjolle mit Trapez und Spinnaker, bezeichnet nach der Segelboot-Gesamtlänge in Zentimetern.

## Geschichte
Der 470er wurde 1963 in Frankreich von André Cornu entworfen, der seinen Entwurf nach der Bootslänge (470 cm) benannte. Als eines der ersten Boote, die auch am Wind in Gleitfahrt kamen, erregte es auf der Pariser Bootsmesse 1963 große Aufmerksamkeit. Vom Produktionsstart im Jahr 1964 weg erfreute sich die Klasse großer Beliebtheit und erreichte – beginnend in Frankreich – rasch eine große Verbreitung. Schon 1966 waren 1600 Boote gebaut worden, und die erste Europameisterschaft wurde ausgetragen – damals mit 64 Booten aus Belgien, Frankreich und der Schweiz. Im Jahr 1969 wurde er internationale Klasse. In Deutschland stand der 470er lange im Schatten von Korsar und Pirat, wurde aber schließlich aufgrund seiner internationalen Verbreitung auch in Deutschland beliebter. Die ersten Weltmeisterschaften fanden 1970 auf dem Lac de Lacanau nahe Bordeaux statt. Seit den Olympischen Spielen 1976 (Männer) bzw. 1988 (Frauen) ist der 470er olympische Klasse.

## Konstruktion
Der Rumpf besteht aus glasfaserverstärktem Kunststoff in Mehrkammerausführung mit wasserdichten Seitentanks und wasserdichtem Vorschiff. In den Seitentanks befinden sich zusätzlich Festauftriebskörper, die für Unsinkbarkeit der Jolle, auch bei leckgeschlagenen Seitentanks, garantieren. Die Rumpfkonstruktion ist ein Rundspant mit Gleiteigenschaften, so dass auch hohe Geschwindigkeiten erreicht werden können. Dadurch hat das Boot eine etwas geringere Stabilität, die durch das Trapez ausgeglichen werden muss.
Der Mast besteht aus Aluminium. Er wird durch Stahlwanten und Vorstag sowie einen Mastcontroller stabilisiert. Eine Trapezvorrichtung für den Vorschoter ist ebenfalls am Mast angebracht. Die Jolle hat neben einem Großsegel und einer Fock zusätzlich einen Spinnaker. Zahlreiche Trimmeinrichtungen an Mast und Segeln gewährleisten optimale Trimmmöglichkeiten, um das hohe Geschwindigkeitspotenzial des Rumpfes voll ausschöpfen zu können. Der 470er hat mit 120 kg ein im Verhältnis zur Segelfläche geringes Gewicht (vgl. Segeltragzahl).

## Segeln
Um den 470er zu segeln, ist eine gute Kondition, jedoch keine übermäßige Kraft nötig. Das optimale Crew-Gewicht beträgt etwa 100 bis 145 kg, so dass er gut von Männern und Frauen gesegelt werden kann. Auch Jugendmannschaften kommen gut mit dem Boot zurecht. Durch entsprechende Trimmmöglichkeiten ist das Boot bei 1 bis 6 Bft gut segelbar, etwas darüber noch von geübten Mannschaften. Auf Regatten gilt der 470er als taktisch sehr anspruchsvolle Klasse, da die Unterschiede in der Bootsgeschwindigkeit gering sind und das Boot in den Manövern nur wenig Geschwindigkeit verliert. Eine gute Zusammenarbeit zwischen Steuermann und Vorschoter gilt als essentiell für das erfolgreiche Regattasegeln.

## Regatta und Wettfahrten
In der 470er Klasse werden Regatten für alle Leistungsklassen angeboten, von verbandoffenen Wettfahrten über nationale Meisterschaften, kontinentale Meisterschaften bis hin zu Weltmeisterschaften und olympischen Regatten. Altersgetrennte Veranstaltungen sind gut eingeführt, wie zum Beispiel Juniorenmeisterschaften (U19, U22) oder auch Mastersveranstaltungen für ältere Mannschaften (Ü30, Ü35, Ü50). Ranglisten für die Regattasegler werden sowohl auf nationaler als auch auf internationaler Ebene erstellt und veröffentlicht.
Olympische Spiele
Seit den Olympischen Spielen 1976 in Montreal ist der 470er olympische Klasse. Dort gewannen die Deutschen Frank Hübner als Steuermann und sein Vorschoter Harro Bode überraschend die Goldmedaille vor Spanien, Australien und den favorisierten Franzosen. Seit den Olympischen Spielen 1988 in Seoul wird der 470er ebenfalls von Frauenteams olympisch gesegelt.
Im Jahr 2019 beschloss World Sailing, dass ab den Olympischen Spielen 2024 der 470er als „Mixed Two Person Dinghy“ gesegelt wird. Damit besteht die Besatzung aus einem Mann und einer Frau, und die separaten olympischen Regatten für Männerteams und Frauenteams entfallen.
Siehe auch die Liste der Medaillengewinnerinnen und Medaillengewinner.